# Quercus phillyraeoides
Espèce
Synonymes
- Quercus phillyreoides A. Gray[2]
- Quercus ilex var. phillyreoides (A.Gray) Franch.[2]
- Quercus ilex var. phillyraeoides (A. Gray) Franch.[2]
- Quercus phillyraeoides A. Gray[2]

Classification phylogénétique
Quercus phillyreoides est un taxon et une espèce de chêne, utilisée pour la fabrication du binchōtan.

## Liste des variétés
Selon Tropicos (4 mars 2016) :
- variété Quercus phillyraeoides var. sinensis Schottky

## Utilisations

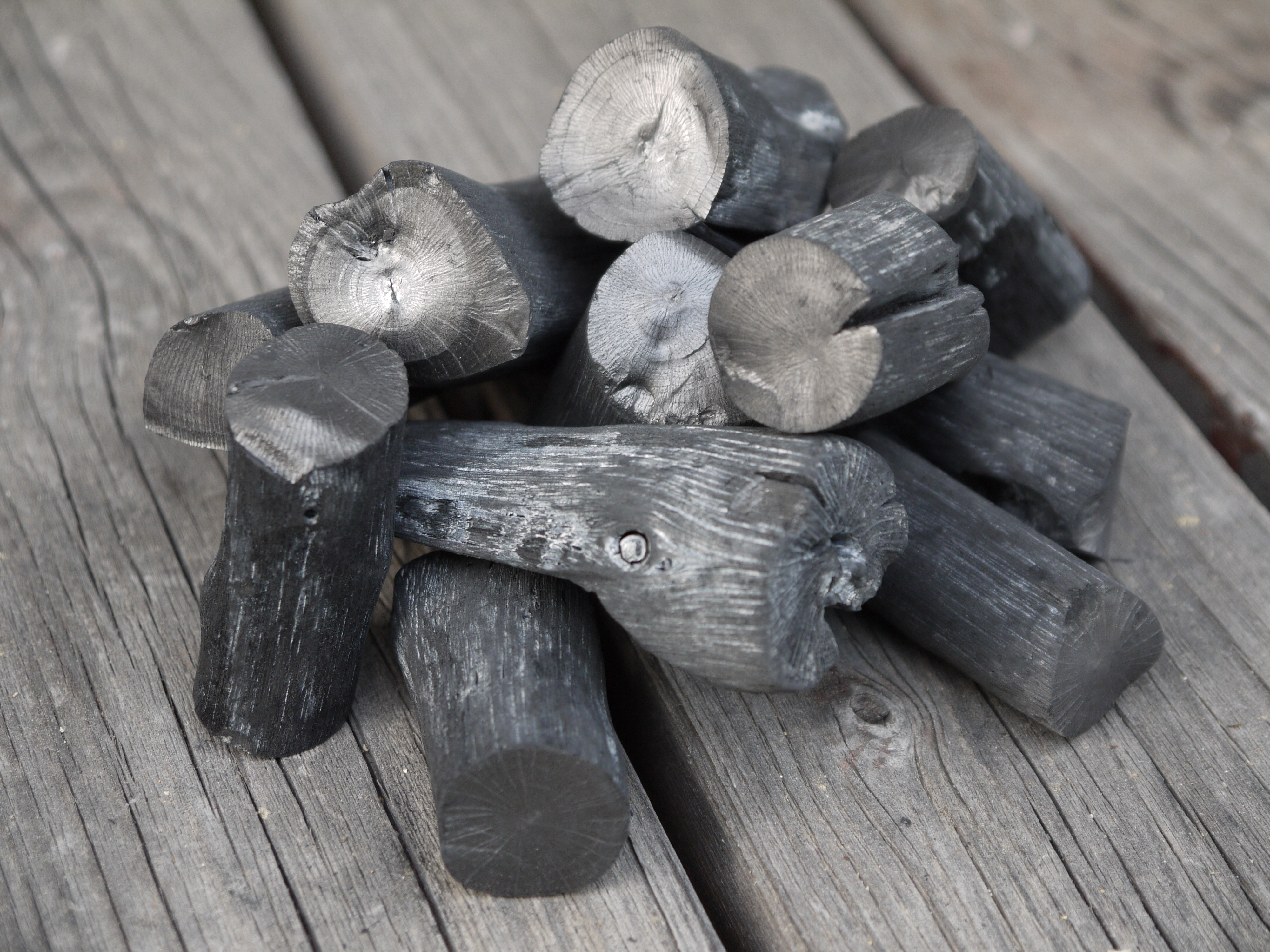
Binchōtan

Quercus phillyraeoides est l'espèce de chêne utilisée pour la fabrication du binchōtan, charbon actif végétal traditionnel japonais.

## Aspect culturels et historiques
Ce chêne est l'arbre officiel de la préfecture de Wakayama[réf. souhaitée].